# Hemadas nubilipennis
Hemadas nubilipennis är en stekelart som först beskrevs av William Harris Ashmead 1887.  Hemadas nubilipennis ingår i släktet Hemadas och familjen puppglanssteklar. Inga underarter finns listade i Catalogue of Life.